# یوژف آشبوت

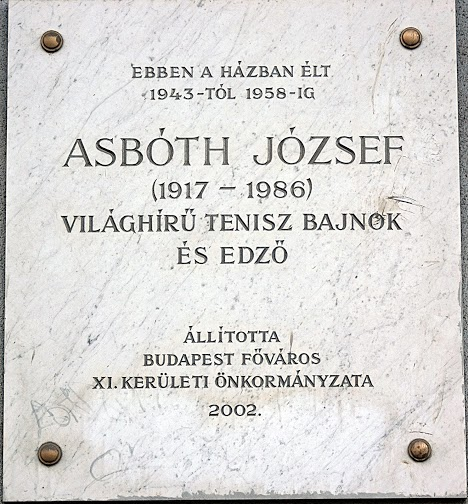
لوح یادبود جوزف آسبو در بوداپست

 یوژف آشبوت (مجاری: Asbóth József؛ ۱۸ سپتامبر ۱۹۱۷ – ۲۲ سپتامبر ۱۹۸۶) یک تنیس‌باز اهل مجارستان بود. 